# Källflöde
Ett vattendrags källflöde är det område, eller början på den bäck, där vattendraget börjar. Var källflödet exakt är, är ofta svårt att avgöra. I allmänhet har vattendragen sitt ursprung i ett källsprång, ett träsk, en sjö eller en smältande glaciär och detta ursprung kallas källflöde.